# Euselasia euploea
Euselasia euploea is een vlindersoort uit de familie van de prachtvlinders (Riodinidae), onderfamilie Euselasiinae.
Euselasia euploea werd in 1855 beschreven door Hewitson.